# Bay Pines
Bay Pines es un lugar designado por el censo ubicado en el condado de Pinellas en el estado estadounidense de Florida. En el Censo de 2010 tenía una población de 2.931 habitantes y una densidad poblacional de 545,12 personas por km².

## Geografía
Bay Pines se encuentra ubicado en las coordenadas 27°48′59″N 82°46′40″O / 27.81639, -82.77778. Según la Oficina del Censo de los Estados Unidos, Bay Pines tiene una superficie total de 5.38 km², de la cual 3.34 km² corresponden a tierra firme y (37.96%) 2.04 km² es agua.

## Demografía
Según el censo de 2010, había 2.931 personas residiendo en Bay Pines. La densidad de población era de 545,12 hab./km². De los 2.931 habitantes, Bay Pines estaba compuesto por el 93.86% blancos, el 2.59% eran afroamericanos, el 0.14% eran amerindios, el 0.82% eran asiáticos, el 0.07% eran isleños del Pacífico, el 1.13% eran de otras razas y el 1.4% pertenecían a dos o más razas. Del total de la población el 3.51% eran hispanos o latinos de cualquier raza.